# リングマガジン世界王者一覧

リングマガジン世界王者一覧（リングマガジンせかいおうじゃいちらん）は、ボクシング専門誌「リングマガジン」が認定した世界王者の一覧表。

## ミニマム級
| 代 | 名前               | 国籍           | 在位期間              | 防衛回数 |
| -- | ------------------ | -------------- | --------------------- | -------- |
| 初 | オスカー・コラーゾ | アメリカ合衆国 | 2024年11月16日 - 現在 | 0        |

## ライトフライ級
| 代 | 名前                 | 国籍             | 在位期間                               | 防衛回数 |
| -- | -------------------- | ---------------- | -------------------------------------- | -------- |
| 初 | ロセンド・アルバレス | ニカラグア       | 2003年3月31日 - 2004年10月2日（剥奪）  | 1        |
| 2  | ウーゴ・カサレス     | メキシコ         | 2006年9月30日 - 2007年8月25日          | 1        |
| 3  | イヴァン・カルデロン | プエルトリコ     | 2007年8月25日 - 2010年8月28日          | 6        |
| 4  | ジョバンニ・セグラ   | メキシコ         | 2010年8月28日 - 2011年9月12日（返上）  | 1        |
| 5  | ドニー・ニエテス     | フィリピン       | 2014年5月10日 - 2016年8月3日（返上）   | 5        |
| 6  | 田口良一             | 日本             | 2017年12月31日 - 2008年5月20日         | 1        |
| 7  | ヘッキー・ブドラー   | 南アフリカ共和国 | 2018年5月20日 - 2018年12月31日         | 0        |
| 8  | 京口紘人             | 日本             | 2018年12月31日 - 2022年11月1日         | 4        |
| 9  | 寺地拳四朗           | 日本             | 2022年11月1日 - 2024年10月14日（返上） | 3        |

## フライ級
| 代 | 名前                             | 国籍           | 在位期間                               | 防衛回数 |
| -- | -------------------------------- | -------------- | -------------------------------------- | -------- |
| 初 | パンチョ・ビラ                   | フィリピン     | 1923年1月18日 - 1925年7月14日（返上）  | 3        |
| 2  | フィデル・ラバルバ               | アメリカ合衆国 | 1927年1月21日 - 1927年8月29日（返上）  | 0        |
| 3  | ベニー・リンチ                   | スコットランド | 1937年1月19日 - 1938年6月29日（剥奪）  | 1        |
| 4  | ピーター・ケイン                 | イングランド   | 1938年9月22日 - 1939年（剥奪）         | 0        |
| 5  | ジャッキー・パターソン           | スコットランド | 1943年6月19日 - 1948年3月23日          | 1        |
| 6  | リンティ・モナハン               | アイルランド   | 1948年3月23日 - 1950年3月30日（返上）  | 3        |
| 7  | テリー・アレン                   | イギリス       | 1950年4月25日 - 1950年8月1日           | 0        |
| 8  | ダド・マリノ                     | アメリカ合衆国 | 1950年8月1日 - 1952年5月19日           | 1        |
| 9  | 白井義男                         | 日本           | 1952年5月19日 - 1954年11月26日         | 4        |
| 10 | パスカル・ペレス                 | アルゼンチン   | 1954年11月26日 - 1960年4月16日         | 9        |
| 11 | ポーン・キングピッチ             | タイ           | 1960年4月16日 - 1962年10月10日         | 3        |
| 12 | ファイティング原田               | 日本           | 1962年10月10日 - 1963年1月12日         | 0        |
| 13 | ポーン・キングピッチ（2期目）    | タイ           | 1963年1月12日 - 1963年9月18日          | 0        |
| 14 | 海老原博幸                       | 日本           | 1963年9月18日 - 1964年1月23日          | 0        |
| 15 | ポーン・キングピッチ（3期目）    | タイ           | 1964年1月23日 - 1965年4月23日          | 0        |
| 16 | サルバトーレ・ブルーニ           | イタリア       | 1965年4月23日 - 1966年6月14日          | 1        |
| 17 | ウォルター・マグゴーワン         | イギリス       | 1966年6月14日 - 1966年12月30日         | 0        |
| 18 | チャチャイ・チオノイ             | タイ           | 1966年12月30日 - 1969年2月23日         | 4        |
| 19 | アラクラン・トーレス             | メキシコ       | 1969年2月23日 - 1970年3月20日          | 1        |
| 20 | チャチャイ・チオノイ（2期目）    | タイ           | 1970年3月20日 - 1970年12月9日          | 0        |
| 21 | エルビト・サラバリア             | フィリピン     | 1970年12月9日 - 1973年2月9日           | 3        |
| 22 | ベニス・ボーコーソー             | タイ           | 1973年2月9日 - 1973年7月10日（返上）   | 0        |
| 23 | ミゲル・カント                   | メキシコ       | 1975年1月8日 - 1979年3月18日           | 14       |
| 24 | 朴賛希                           | 韓国           | 1979年3月18日 - 1980年5月18日          | 5        |
| 25 | 大熊正二                         | 日本           | 1980年5月18日 - 1981年5月12日          | 3        |
| 26 | アントニオ・アベラル             | メキシコ       | 1981年5月12日 - 1982年3月20日          | 1        |
| 27 | プルデンシオ・カルドナ           | コロンビア     | 1982年3月20日 - 1982年7月24日          | 0        |
| 28 | フレディー・カスティーリョ       | メキシコ       | 1982年7月24日 - 1982年11月6日          | 0        |
| 29 | エレンシオ・メルセデス           | ドミニカ共和国 | 1982年11月6日 - 1983年3月15日          | 0        |
| 30 | チャーリー・マグリ               | イギリス       | 1983年3月15日 - 1983年9月27日          | 0        |
| 31 | フランク・セデニョ               | フィリピン     | 1983年9月27日 - 1984年1月18日          | 0        |
| 32 | 小林光二                         | 日本           | 1984年1月18日 - 1984年4月9日           | 0        |
| 33 | ガブリエル・ベルナル             | メキシコ       | 1984年4月9日 - 1984年10月8日           | 0        |
| 34 | ソット・チタラダ                 | タイ           | 1984年10月8日 - 1988年7月24日          | 6        |
| 35 | 金容江                           | 韓国           | 1988年7月24日 - 1989年12月31日（廃止） | 1        |
| 36 | ポンサクレック・ウォンジョンカム | タイ           | 2010年3月27日 - 2012年3月2日           | 4        |
| 37 | ソニー・ボーイ・ハロ             | フィリピン     | 2012年3月2日 - 2012年7月16日           |          |
| 38 | 五十嵐俊幸                       | 日本           | 2012年7月16日 - 2013年4月8日           | 1        |
| 39 | 八重樫東                         | 日本           | 2013年4月8日 - 2014年9月5日            | 3        |
| 40 | ローマン・ゴンサレス             | ニカラグア     | 2014年9月5日 - 2016年10月1日（返上）   | 4        |

## スーパーフライ級
| 代 | 名前                               | 国籍           | 在位期間                      | 防衛回数 |
| -- | ---------------------------------- | -------------- | ----------------------------- | -------- |
| 初 | シーサケット・ソー・ルンヴィサイ   | タイ           | 2018年2月24日 - 2019年4月26日 | 1        |
| 2  | ファン・フランシスコ・エストラーダ | メキシコ       | 2019年4月26日 - 2024年6月29日 | 5        |
| 3  | ジェシー・ロドリゲス               | アメリカ合衆国 | 2024年6月29日 - 現在          | 1        |

## バンタム級
| 代 | 名前                          | 国籍             | 在位期間                                     | 防衛回数 |
| -- | ----------------------------- | ---------------- | -------------------------------------------- | -------- |
| 初 | エディ・マーティン            | アメリカ合衆国   | 1924年12月19日 - 1925年3月20日               | 0        |
| 2  | チャーリー・ローゼンバーグ    | アメリカ合衆国   | 1925年3月20日 - 1927年2月4日（剥奪）         | 1        |
| 3  | パナマ・アル・ブラウン        | パナマ           | 1931年8月25日 - 1935年6月1日                 | 7        |
| 4  | バルタサル・サンチグリ        | スペイン         | 1935年6月1日 - 1936年6月29日                 | 0        |
| 5  | トニー・マリノ                | アメリカ合衆国   | 1936年6月29日 - 1936年8月31日                | 0        |
| 6  | シクスト・エスコバル          | プエルトリコ     | 1936年8月31日 - 1937年9月23日                | 2        |
| 7  | ハリー・ジェフラ              | アメリカ合衆国   | 1937年9月23日 - 1938年2月20日                | 0        |
| 8  | シクスト・エスコバル（2期目） | プエルトリコ     | 1938年2月20日 - 1939年10月26日（返上）       | 0        |
| 9  | ルー・サリカ                  | アメリカ合衆国   | 1941年1月13日 - 1942年8月7日                 | 5        |
| 10 | マヌエル・オルティス          | アメリカ合衆国   | 1942年8月7日 - 1947年1月6日                  | 15       |
| 11 | ハロルド・デード              | アメリカ合衆国   | 1947年1月6日 - 1947年3月11日                 | 0        |
| 12 | マヌエル・オルティス（2期目） | アメリカ合衆国   | 1947年3月11日 - 1950年5月31日                | 3        |
| 13 | ビック・タウィール            | 南アフリカ連邦   | 1950年5月31日 - 1952年11月15日               | 3        |
| 14 | ジミー・カラザース            | オーストラリア   | 1952年11月15日 - 1954年5月16日（返上）       | 3        |
| 15 | ロベルト・コーエン            | フランス         | 1954年9月19日 - 1956年6月29日                | 1        |
| 16 | マリオ・ダガタ                | イタリア         | 1956年6月29日 - 1957年4月1日                 | 1        |
| 17 | アルフォンソ・アリミ          | アルジェリア     | 1957年4月1日 - 1959年7月8日                  | 1        |
| 18 | ホセ・ベセラ                  | メキシコ         | 1959年7月8日 - 1960年8月30日                 | 2        |
| 19 | エデル・ジョフレ              | ブラジル         | 1969年2月23日 - 1970年3月20日                | 7        |
| 20 | ファイティング原田            | 日本             | 1970年3月20日 - 1968年2月26日                | 4        |
| 21 | ライオネル・ローズ            | オーストラリア   | 1968年2月26日 - 1969年8月22日                | 3        |
| 22 | ルーベン・オリバレス          | メキシコ         | 1969年8月22日 - 1970年10月16日               | 2        |
| 23 | チューチョ・カスティーヨ      | メキシコ         | 1970年10月16日 - 1971年4月2日                | 0        |
| 24 | ルーベン・オリバレス（2期目） | メキシコ         | 1971年4月2日 - 1972年3月19日                 | 2        |
| 25 | ラファエル・ヘレーラ          | メキシコ         | 1972年3月19日 - 1972年7月30日                | 0        |
| 26 | エンリケ・ピンダー            | パナマ           | 1972年7月30日 - 1973年1月20日                | 0        |
| 27 | ロメオ・アナヤ                | メキシコ         | 1973年1月20日 - 1973年11月3日                | 2        |
| 28 | アーノルド・テイラー          | 南アフリカ共和国 | 1973年11月3日 - 1974年7月3日                 | 0        |
| 29 | 洪秀煥                        | 韓国             | 1974年7月3日 - 1975年3月14日                 | 1        |
| 30 | アルフォンソ・サモラ          | メキシコ         | 1975年3月14日 - 1977年11月19日               | 5        |
| 31 | ホルヘ・ルハン                | パナマ           | 1977年11月19日 - 1980年8月29日               | 5        |
| 32 | フリアン・ソリス              | プエルトリコ     | 1980年8月29日 - 1980年11月14日               | 0        |
| 33 | ジェフ・チャンドラー          | アメリカ合衆国   | 1980年11月14日 - 1984年4月7日                | 9        |
| 34 | リチャード・サンドバル        | アメリカ合衆国   | 1984年4月7日 - 1986年3月10日                 | 2        |
| 35 | ガビー・カニザレス            | アメリカ合衆国   | 1986年3月10日 - 1986年6月4日                 | 0        |
| 36 | ベルナルド・ビニャゴ          | ベネズエラ       | 1986年6月4日 - 1987年3月13日 (廃止)          | 3        |
| 37 | 山中慎介                      | 日本             | 2016年9月16日 - 2017年8月15日                | 1        |
| 38 | ルイス・ネリ                  | メキシコ         | 2017年8月15日 - 2017年9月26日（剥奪）        | 0        |
| 39 | 山中慎介（2期目）             | 日本             | 2017年9月26日（返還） - 2018年3月1日（剥奪） | 0        |
| 40 | 井上尚弥                      | 日本             | 2019年5月18日 - 2023年1月13日（返上）        | 6        |
| 41 | 中谷潤人                      | 日本             | 2025年6月8日 - 現在                          | 0        |

## スーパーバンタム級
| 代 | 名前                         | 国籍           | 在位期間                            | 防衛回数 |
| -- | ---------------------------- | -------------- | ----------------------------------- | -------- |
| 初 | ウイルフレド・ゴメス         | プエルトリコ   | 1979年3月9日 - 1983年5月 (返上)     | 10       |
| 2  | ポーリー・アヤラ             | アメリカ合衆国 | 2002年2月23日 - 2004年5月 (返上)    | 0        |
| 3  | イスラエル・バスケス         | メキシコ       | 2005年12月3日 - 2007年3月3日        | 2        |
| 4  | ラファエル・マルケス         | メキシコ       | 2007年3月3日 - 2007年8月4日         | 0        |
| 5  | イスラエル・バスケス (2期目) | メキシコ       | 2007年8月4日 - 2009年5月31日 (返上) | 1        |
| 6  | ノニト・ドネア               | フィリピン     | 2012年10月13日 - 2013年4月13日      | 1        |
| 7  | ギレルモ・リゴンドウ         | キューバ       | 2013年4月13日 - 2016年2月9日 (剥奪) | 4        |
| 8  | 井上尚弥                     | 日本           | 2023年12月23日 - 現在               | 2        |

## フェザー級
| 代 | 名前                            | 国籍           | 在位期間                               | 防衛回数 |
| -- | ------------------------------- | -------------- | -------------------------------------- | -------- |
| 初 | ルイス・キッド・カプラン        | ソビエト連邦   | 1925年1月2日 - 1926年7月6日（返上）    | 3        |
| 2  | トニー・カンゾネリ              | アメリカ合衆国 | 1927年10月24日 - 1928年9月28日         | 1        |
| 3  | アンドレ・ルーチス              | フランス       | 1928年9月28日 - 1929年9月23日          | 1        |
| 4  | バタリング・バタリノ            | アメリカ合衆国 | 1929年9月23日 - 1932年3月1日（返上）   | 5        |
| 5  | キッド・チョコレート            | キューバ       | 1932年10月13日 - 1934年2月19日（返上） | 2        |
| 6  | フレディ・ミラー                | アメリカ合衆国 | 1934年 - 1936年5月11日                 | 8        |
| 7  | ペティ・サロン                  | アメリカ合衆国 | 1936年5月11日 - 1937年10月29日         | 2        |
| 8  | ヘンリー・アームストロング      | アメリカ合衆国 | 1937年10月29日 - 1938年9月12日（返上） | 0        |
| 9  | ジョーイ・アーチボルト          | アメリカ合衆国 | 1939年10月29日 - 1940年5月20日         | 1        |
| 10 | ハリー・ジェフラ                | アメリカ合衆国 | 1940年5月20日 - 1941年5月12日          | 1        |
| 11 | ジョーイ・アーチボルト（2期目） | アメリカ合衆国 | 1941年5月12日 - 1941年9月11日          | 0        |
| 12 | チャーキー・ライト              | アメリカ合衆国 | 1941年9月11日 - 1942年11月20日         | 2        |
| 13 | ウィリー・ペップ                | アメリカ合衆国 | 1942年11月20日 - 1948年10月29日        | 6        |
| 14 | サンディ・サドラー              | アメリカ合衆国 | 1948年10月29日 - 1949年2月11日         | 0        |
| 15 | ウィリー・ペップ（2期目)        | アメリカ合衆国 | 1949年2月11日 - 1950年9月8日           | 3        |
| 16 | サンディ・サドラー(2期目)       | アメリカ合衆国 | 1950年9月8日 - 1957年1月21日（返上）   | 3        |
| 17 | ホーガン・バッセイ              | ナイジェリア   | 1957年6月24日 - 1959年3月18日          | 1        |
| 18 | デビー・ムーア                  | アメリカ合衆国 | 1959年3月18日 - 1963年3月21日          | 5        |
| 19 | シュガー・ラモス                | キューバ       | 1963年3月21日 - 1964年9月26日          | 3        |
| 20 | ビセンテ・サルディバル          | メキシコ       | 1964年9月26日 - 1967年10月14日（返上） | 7        |
| 21 | ジョニー・ファメション          | オーストラリア | 1969年1月21日 - 1970年5月9日           | 2        |
| 22 | ビセンテ・サルディバル (2期目)  | メキシコ       | 1970年5月9日 - 1970年12月11日          | 0        |
| 23 | 柴田国明                        | 日本           | 1970年12月11日 - 1972年5月19日         | 2        |
| 24 | クレメンテ・サンチェス          | メキシコ       | 1972年5月19日 - 1972年12月16日（剥奪） | 0        |
| 25 | アレクシス・アルゲリョ          | ニカラグア     | 1975年5月31日 - 1977年6月20日 (返上)   | 2        |
| 26 | ダニー・ロペス                  | アメリカ合衆国 | 1979年3月10日 - 1980年2月2日           | 2        |
| 27 | サルバドル・サンチェス          | メキシコ       | 1980年2月2日 - 1982年8月12日 (返上）   | 9        |
| 28 | エウセビオ・ペドロサ            | パナマ         | 1982年9月22日 - 1985年6月8日           | 5        |
| 29 | バリー・マクギガン              | イギリス       | 1985年6月8日 - 1986年6月23日           | 2        |
| 30 | スティーブ・クルス              | アメリカ合衆国 | 1986年6月23日 - 1987年3月6日           | 0        |
| 31 | アントニオ・エスパラゴサ        | ベネズエラ     | 1987年3月6日 - 1989年12月31日（廃止）  | 6        |
| 32 | ナジーム・ハメド                | イギリス       | （2019年6月15日付特別表彰）            | 0        |
| 33 | マルコ・アントニオ・バレラ      | メキシコ       | 2002年6月22日 - 2003年11月15日         | 2        |
| 34 | マニー・パッキャオ              | フィリピン     | 2003年11月15日 - 2005年6月18日（返上） | 2        |
| 35 | ミゲル・アンヘル・ガルシア      | アメリカ合衆国 | 2013年1月19日 - 2013年11月24日（返上） | 0        |

## スーパーフェザー級
| 代 | 名前                         | 国籍             | 在位期間                             | 防衛回数 |
| -- | ---------------------------- | ---------------- | ------------------------------------ | -------- |
| 初 | スティーブ・サリバン         | アメリカ合衆国   | 1924年6月20日 - 1925年4月1日         | 2        |
| 2  | マイク・バレリノ             | アメリカ合衆国   | 1925年4月1日 - 1925年12月2日         | 1        |
| 3  | トッド・モーガン             | アメリカ合衆国   | 1925年12月2日 - 1929年12月20日       | 10       |
| 4  | ベニー・バス                 | アメリカ合衆国   | 1929年12月20日 - 1931年7月15日       | 0        |
| 5  | キッド・チョコレート         | キューバ         | 1931年7月15日 - 1931年（廃止）       | 1        |
| 6  | フラッシュ・エロルデ         | フィリピン       | 1962年2月14日 - 1967年6月15日        | 6        |
| 7  | 沼田義明                     | 日本             | 1967年6月15日 - 1967年12月14日       | 0        |
| 8  | 小林弘                       | 日本             | 1967年12月14日 - 1971年7月29日       | 6        |
| 9  | アルフレド・マルカノ         | ベネズエラ       | 1971年7月29日 - 1972年4月25日        | 1        |
| 10 | ベン・ビラフロア             | フィリピン       | 1972年4月25日 - 1973年3月12日        | 1        |
| 11 | 柴田国明                     | 日本             | 1973年3月12日 - 1973年10月27日       | 1        |
| 12 | ベン・ビラフロア (2期目)     | フィリピン       | 1973年10月27日 - 1976年10月16日      | 5        |
| 13 | サムエル・セラノ             | プエルトリコ     | 1976年10月16日 - 1980年8月2日        | 10       |
| 14 | 上原康恒                     | 日本             | 1980年8月2日 - 1981年4月9日          | 1        |
| 15 | サムエル・セラノ (2期目)     | プエルトリコ     | 1981年4月9日 - 1983年1月19日         | 3        |
| 16 | ロジャー・メイウェザー       | アメリカ合衆国   | 1983年1月19日 - 1984年2月26日        | 2        |
| 17 | ロッキー・ロックリッジ       | アメリカ合衆国   | 1984年2月26日 - 1985年5月19日        | 2        |
| 18 | ウイルフレド・ゴメス         | プエルトリコ     | 1985年5月19日 - 1986年5月24日        | 0        |
| 19 | アルフレド・ライネ           | パナマ           | 1986年5月24日 - 1986年9月27日        | 0        |
| 20 | ブライアン・ミッチェル       | 南アフリカ共和国 | 1986年9月27日 - 1987年3月30日 (廃止) | 1        |
| 21 | マニー・パッキャオ           | フィリピン       | 2008年3月15日 - 2008年7月28日 (返上) | 0        |
| 22 | シャクール・スティーブンソン | アメリカ合衆国   | 2022年4月30日 - 2022年9月22日 (剥奪) | 0        |

## ライト級
| 代 | 名前                             | 国籍           | 在位期間                                | 防衛回数 |
| -- | -------------------------------- | -------------- | --------------------------------------- | -------- |
| 初 | ベニー・レナード                 | アメリカ合衆国 | 1924年 - 1925年1月15日（返上）          | 0        |
| 2  | ジミー・グッドリッチ             | アメリカ合衆国 | 1925年7月13日 - 1925年12月7日           | 0        |
| 3  | ロッキー・カンザス               | アメリカ合衆国 | 1925年12月7日 - 1926年7月3日            | 0        |
| 4  | サミー・マンデル                 | アメリカ合衆国 | 1926年7月3日 - 1930年7月17日            | 3        |
| 5  | アル・シンガー                   | アメリカ合衆国 | 1930年7月17日 - 1930年11月14日          | 0        |
| 6  | トニー・カンゾネリ               | アメリカ合衆国 | 1930年11月14日 - 1933年6月23日          | 5        |
| 7  | バーニー・ロス                   | アメリカ合衆国 | 1933年6月23日 - 1935年4月15日 (返上)    | 1        |
| 8  | トニー・カンゾネリ(2期目)        | アメリカ合衆国 | 1935年5月10日 - 1936年9月3日            | 1        |
| 9  | ルー・アンバース                 | アメリカ合衆国 | 1936年9月3日 - 1938年8月17日            | 2        |
| 10 | ヘンリー・アームストロング       | アメリカ合衆国 | 1938年8月17日 - 1939年8月22日           | 1        |
| 11 | ルー・アンバース(2期目)          | アメリカ合衆国 | 1939年8月22日 - 1940年5月10日           | 0        |
| 12 | ルー・ジェンキンス               | アメリカ合衆国 | 1940年5月10日 - 1941年12月19日          | 1        |
| 13 | サミー・アンゴット               | アメリカ合衆国 | 1941年12月19日 - 1942年11月13日（返上） | 1        |
| 14 | アイク・ウィリアムス             | アメリカ合衆国 | 1945年4月18日 - 1951年5月25日           | 8        |
| 15 | ジミー・カーター                 | アメリカ合衆国 | 1951年5月25日 - 1952年5月14日           | 2        |
| 16 | ラウロ・サラス                   | メキシコ       | 1952年5月14日 - 1952年10月15日          | 0        |
| 17 | ジミー・カーター(2期目)          | アメリカ合衆国 | 1952年10月15日 - 1954年3月5日           | 3        |
| 18 | バディ・デマルコ                 | アメリカ合衆国 | 1954年3月5日 - 1954年11月17日           | 0        |
| 19 | ジミー・カーター(3期目)          | アメリカ合衆国 | 1954年11月17日 - 1955年6月29日          | 0        |
| 20 | ウォーレス・バッド・スミス       | アメリカ合衆国 | 1955年6月29日 - 1956年8月24日           | 1        |
| 21 | ジョー・ブラウン                 | アメリカ合衆国 | 1956年8月24日 - 1962年4月21日           | 11       |
| 22 | カルロス・オルチス               | プエルトリコ   | 1962年4月21日 - 1965年4月10日           | 4        |
| 23 | イスマエル・ラグナ               | パナマ         | 1965年4月10日 - 1965年11月13日          | 0        |
| 24 | カルロス・オルチス (2期目)       | プエルトリコ   | 1965年11月13日 - 1968年6月29日          | 5        |
| 25 | カルロス・テオ・クルス           | ドミニカ共和国 | 1968年6月29日 - 1969年2月18日           | 1        |
| 26 | マンド・ラモス                   | アメリカ合衆国 | 1969年2月18日 - 1970年3月3日            | 1        |
| 27 | イスマエル・ラグナ (2期目)       | パナマ         | 1970年3月3日 - 1970年9月26日            | 1        |
| 28 | ケン・ブキャナン                 | イギリス       | 1970年9月26日 - 1972年6月26日           | 2        |
| 29 | ロベルト・デュラン               | パナマ         | 1972年6月26日 - 1979年2月2日 (返上)     | 12       |
| 30 | ジム・ワット                     | イギリス       | 1980年4月12日 - 1981年6月20日           | 0        |
| 31 | アレクシス・アルゲリョ           | ニカラグア     | 1981年6月20日 - 1983年2月 (返上)        | 4        |
| 32 | フリオ・セサール・チャベス       | メキシコ       | 1988年10月29日 - 1989年3月2日 (返上)    | 0        |
| 33 | パーネル・ウィテカー             | アメリカ合衆国 | 1989年8月20日 - 1989年12月31日 (廃止)   | 0        |
| 34 | フロイド・メイウェザー・ジュニア | アメリカ合衆国 | 2002年4月20日 - 2004年5月22日 (返上)    | 3        |
| 35 | ホセ・ルイス・カスティージョ     | メキシコ       | 2004年6月5日 - 2005年5月7日             | 2        |
| 36 | ディエゴ・コラレス               | アメリカ合衆国 | 2005年5月7日 - 2006年10月7日            | 0        |
| 37 | ホエール・カサマヨール           | キューバ       | 2006年10月7日 - 2008年9月13日           | 2        |
| 38 | ファン・マヌエル・マルケス       | メキシコ       | 2008年9月13日 - 2012年4月23日 (返上)    | 3        |
| 39 | テレンス・クロフォード           | アメリカ合衆国 | 2014年11月2日 - 2015年2月24日 (返上)    | 0        |
| 40 | ホルヘ・リナレス                 | ベネズエラ     | 2016年9月24日 - 2018年5月12日           | 3        |
| 41 | ワシル・ロマチェンコ             | ウクライナ     | 2018年5月12日 - 2020年10月17日          | 3        |
| 42 | テオフィモ・ロペス               | アメリカ合衆国 | 2020年10月17日 - 2021年11月27日         | 0        |
| 43 | ジョージ・カンボソス・ジュニア   | オーストラリア | 2021年11月27日 - 2022年6月4日           | 0        |
| 44 | デヴィン・ヘイニー               | アメリカ合衆国 | 2022年6月4日 - 2023年11月29日（返上）   | 2        |

## スーパーライト級
| 代 | 名前                             | 国籍           | 在位期間                               | 防衛回数 |
| -- | -------------------------------- | -------------- | -------------------------------------- | -------- |
| 初 | マッシー・キャラハン             | アメリカ合衆国 | 1928年 - 1930年2月18日                 | 1        |
| 2  | ジャック・キッド・バーグ         | イギリス       | 1930年2月18日 - 1931年（廃止）         | 6        |
| 3  | ドゥイリオ・ロイ                 | イタリア       | 1962年12月15日 - 1963年1月24日（返上） | 0        |
| 4  | エディ・パーキンス               | アメリカ合衆国 | 1963年6月15日 - 1965年1月18日          | 2        |
| 5  | カルロス・エルナンデス           | ベネズエラ     | 1965年1月18日 - 1966年4月29日          | 2        |
| 6  | サンドロ・ロポポロ               | イタリア       | 1966年4月29日 - 1967年4月30日          | 1        |
| 7  | 藤猛                             | 日本           | 1967年4月30日 - 1968年12月12日         | 1        |
| 8  | ニコリノ・ローチェ               | アルゼンチン   | 1968年12月12日 - 1972年3月10日         | 5        |
| 9  | アルフォンソ・フレイザー         | パナマ         | 1972年3月10日 - 1972年10月29日         | 1        |
| 10 | アントニオ・セルバンテス         | コロンビア     | 1972年10月29日 - 1976年3月6日          | 10       |
| 11 | ウィルフレド・ベニテス           | プエルトリコ   | 1976年3月6日 - 1976年11月28日 (返上)   | 3        |
| 12 | アントニオ・セルバンテス (2期目) | コロンビア     | 1977年6月25日 - 1980年8月2日           | 6        |
| 13 | アーロン・プライヤー             | アメリカ合衆国 | 1980年8月2日 - 1983年10月26日 (返上)   | 8        |
| 14 | コンスタンチン・チュー           | オーストラリア | 2001年11月3日 - 2005年6月4日           | 3        |
| 15 | リッキー・ハットン               | イギリス       | 2005年6月4日 - 2009年5月3日            | 5        |
| 16 | マニー・パッキャオ               | フィリピン     | 2009年5月2日 - 2010年7月26日（返上）   | 0        |
| 17 | ダニー・ガルシア                 | アメリカ合衆国 | 2012年7月14日 - 2015年8月10日 (返上)   | 4        |
| 18 | テレンス・クロフォード           | アメリカ合衆国 | 2016年7月23日 - 2018年2月18日 (返上)   | 3        |
| 19 | ジョシュ・テイラー               | イギリス       | 2019年10月26日 - 2023年6月10日         | 3        |
| 20 | テオフィモ・ロペス               | アメリカ合衆国 | 2023年6月10日 - 現在                   | 2        |

## ウェルター級
| 代 | 名前                                     | 国籍                     | 在位期間                               | 防衛回数 |
| -- | ---------------------------------------- | ------------------------ | -------------------------------------- | -------- |
| 初 | ミッキー・ウォーカー                     | アメリカ合衆国           | 1924年 - 1926年5月20日                 | 2        |
| 2  | ピート・ラッツォ                         | アメリカ合衆国           | 1926年5月20日 - 1927年6月3日           | 2        |
| 3  | ジョー・ダンディー                       | アメリカ合衆国           | 1927年6月3日 - 1929年7月25日           | 0        |
| 4  | ジャッキー・フィールズ                   | アメリカ合衆国           | 1929年7月25日 - 1930年5月9日           | 0        |
| 5  | ヤング・ジャック・トンプソン             | アメリカ合衆国           | 1930年5月9日 - 1930年9月5日            | 0        |
| 6  | トミー・フリーマン                       | アメリカ合衆国           | 1930年9月5日 - 1931年4月14日           | 0        |
| 7  | ヤング・ジャック・トンプソン（2期目）    | アメリカ合衆国           | 1931年4月14日 - 1931年10月23日         | 0        |
| 8  | ルー・ブロイラード                       | カナダ                   | 1931年10月23日 - 1932年1月28日         | 0        |
| 9  | ジャッキー・フィールズ（2期目）          | アメリカ合衆国           | 1932年1月28日 - 1933年2月22日          | 0        |
| 10 | ヤング・コーベット3世                    | アメリカ合衆国           | 1933年2月22日 - 1933年5月29日          | 0        |
| 11 | ジミー・マクラーニン                     | カナダ                   | 1933年5月29日 - 1934年5月28日          | 0        |
| 12 | バーニー・ロス                           | アメリカ合衆国           | 1934年5月28日 - 1934年9月17日          | 0        |
| 13 | ジミー・マクラーニン（2期目）            | カナダ                   | 1934年9月17日 - 1935年5月28日          | 0        |
| 14 | バーニー・ロス（2期目）                  | アメリカ合衆国           | 1935年5月28日 - 1938年5月31日          | 2        |
| 15 | ヘンリー・アームストロング               | アメリカ合衆国           | 1938年5月31日 - 1940年10月4日          | 19       |
| 16 | フリジー・ジビック                       | アメリカ合衆国           | 1940年10月4日 - 1941年7月29日          | 1        |
| 17 | フレディ・コクラン                       | アメリカ合衆国           | 1941年7月29日 - 1946年2月1日           | 0        |
| 18 | マーティ・サーボ                         | アメリカ合衆国           | 1946年2月1日 - 1946年9月25日（返上）   | 0        |
| 19 | シュガー・レイ・ロビンソン               | アメリカ合衆国           | 1946年12月20日 - 1951年2月15日（返上） | 5        |
| 20 | キッド・ギャビラン                       | キューバ                 | 1951年5月18日 - 1954年10月20日         | 7        |
| 21 | ジョニー・サクストン                     | アメリカ合衆国           | 1954年10月20日 - 1955年4月1日          | 0        |
| 22 | トニー・デマルコ                         | アメリカ合衆国           | 1955年4月1日 - 1955年6月10日           | 0        |
| 23 | カーメン・バシリオ                       | アメリカ合衆国           | 1955年6月10日 - 1956年3月14日          | 1        |
| 24 | ジョニー・サクストン（2期目）            | アメリカ合衆国           | 1956年3月14日 - 1956年9月12日          | 0        |
| 25 | カーメン・バシリオ（2期目）              | アメリカ合衆国           | 1956年9月12日 - 1957年9月23日（返上）  | 1        |
| 26 | バージル・エイキンス                     | アメリカ合衆国           | 1958年6月6日 - 1958年12月5日           | 0        |
| 27 | ドン・ジョーダン                         | アメリカ合衆国           | 1958年12月5日 - 1960年5月27日          | 2        |
| 28 | ベニー・パレット                         | キューバ                 | 1960年5月27日 - 1961年4月1日           | 1        |
| 29 | エミール・グリフィス                     | アメリカ領ヴァージン諸島 | 1961年4月1日 - 1961年9月30日           | 1        |
| 30 | ベニー・パレット（2期目）                | キューバ                 | 1961年9月30日 - 1962年3月24日          | 0        |
| 31 | エミール・グリフィス(2期目)              | アメリカ領ヴァージン諸島 | 1962年3月24日 - 1963年3月21日          | 2        |
| 32 | ルイス・マヌエル・ロドリゲス             | キューバ                 | 1963年3月21日 - 1963年6月8日           | 0        |
| 33 | エミール・グリフィス(3期目)              | アメリカ領ヴァージン諸島 | 1963年6月8日 - 1966年6月10日 (返上)    | 5        |
| 34 | カーチス・コークス                       | アメリカ合衆国           | 1966年11月28日 - 1969年4月18日         | 4        |
| 35 | ホセ・ナポレス                           | キューバ                 | 1969年4月18日 - 1970年12月3日          | 3        |
| 36 | ビリー・バッカス                         | アメリカ合衆国           | 1970年12月3日 - 1971年6月4日           | 0        |
| 37 | ホセ・ナポレス（2期目）                  | キューバ                 | 1971年6月4日 - 1975年12月16日          | 10       |
| 38 | ジョン・H・ストレーシー                  | イギリス                 | 1975年12月6日 - 1976年6月22日          | 1        |
| 39 | カルロス・パロミノ                       | メキシコ                 | 1976年6月22日 - 1979年1月14日          | 7        |
| 40 | ウィルフレド・ベニテス                   | プエルトリコ             | 1979年1月14日 - 1979年11月30日         | 1        |
| 41 | シュガー・レイ・レナード                 | アメリカ合衆国           | 1979年11月30日 - 1980年6月20日         | 1        |
| 42 | ロベルト・デュラン                       | パナマ                   | 1980年6月20日 - 1980年11月25日         | 0        |
| 43 | シュガー・レイ・レナード (2期目)         | アメリカ合衆国           | 1980年11月25日 - 1982年11月9日（返上） | 2        |
| 44 | ドナルド・カリー                         | アメリカ合衆国           | 1985年12月6日 - 1986年9月27日          | 1        |
| 45 | ロイド・ハニガン                         | イギリス                 | 1986年9月27日 - 1987年10月28日         | 3        |
| 46 | ホルヘ・バカ                             | メキシコ                 | 1987年10月28日 - 1988年3月30日         | 0        |
| 47 | ロイド・ハニガン (2期目)                 | イギリス                 | 1988年3月30日 - 1989年2月4日           | 1        |
| 48 | マーロン・スターリング                   | アメリカ合衆国           | 1989年2月4日 - 1989年12月31日（廃止）  | 1        |
| 49 | バーノン・フォレスト                     | アメリカ合衆国           | 2002年1月26日 - 2003年1月25日          | 1        |
| 50 | リカルド・マヨルガ                       | ニカラグア               | 2003年1月25日 - 2003年12月13日         | 1        |
| 51 | コーリー・スピンクス                     | アメリカ合衆国           | 2003年12月13日 - 2005年2月5日          | 2        |
| 52 | ザブ・ジュダー                           | アメリカ合衆国           | 2005年2月5日 - 2006年1月7日            | 1        |
| 53 | カルロス・バルドミール                   | アルゼンチン             | 2006年1月7日 - 2006年11月4日           | 1        |
| 54 | フロイド・メイウェザー・ジュニア         | アメリカ合衆国           | 2006年11月4日 - 2008年6月6日（返上）   | 1        |
| 55 | フロイド・メイウェザー・ジュニア (2期目) | アメリカ合衆国           | 2013年5月4日 - 2015年9月12日（返上）   | 4        |
| 56 | テレンス・クロフォード                   | アメリカ合衆国           | 2023年7月29日 - 2024年8月3日（返上）   | 0        |

## スーパーウェルター級
| 代 | 名前                             | 国籍           | 在位期間                               | 防衛回数 |
| -- | -------------------------------- | -------------- | -------------------------------------- | -------- |
| 初 | オスカー・アルバラード           | アメリカ合衆国 | 1974年6月4日 - 1975年1月21日           | 1        |
| 2  | 輪島功一                         | 日本           | 1975年1月21日 - 1975年6月7日           | 0        |
| 3  | 柳済斗                           | 韓国           | 1975年6月7日 - 1976年2月17日           | 1        |
| 4  | 輪島功一 (2期目)                 | 日本           | 1976年2月17日 - 1976年5月18日          | 0        |
| 5  | ホセ・デュラン                   | スペイン       | 1976年5月18日 - 1976年10月18日         | 0        |
| 6  | ミゲル・アンヘル・カステリーニ   | アルゼンチン   | 1976年10月18日 - 1977年3月6日          | 0        |
| 7  | エディ・ガソ                     | ニカラグア     | 1977年3月6日 - 1978年8月9日            | 3        |
| 8  | 工藤政志                         | 日本           | 1978年8月9日 - 1979年10月24日          | 3        |
| 9  | アユブ・カルレ                   | ウガンダ       | 1979年10月24日 - 1981年6月25日         | 4        |
| 10 | シュガー・レイ・レナード         | アメリカ合衆国 | 1981年6月25日 - 1982年（返上）         | 0        |
| 11 | トーマス・ハーンズ               | アメリカ合衆国 | 1982年12月3日 - 1986年10月24日（返上） | 4        |
| 12 | オスカー・デ・ラ・ホーヤ         | アメリカ合衆国 | 2002年9月14日 - 2003年9月13日          | 1        |
| 13 | シェーン・モズリー               | アメリカ合衆国 | 2003年9月13日 - 2004年3月13日          | 0        |
| 14 | ロナルド・ライト                 | アメリカ合衆国 | 2004年3月13日 - 2005年11月2日（返上）  | 1        |
| 15 | サウル・アルバレス               | メキシコ       | 2013年4月20日 - 2013年9月14日          | 0        |
| 16 | フロイド・メイウェザー・ジュニア | アメリカ合衆国 | 2013年9月14日 - 2015年8月10日（剥奪）  | 0        |
| 17 | ジャーメル・チャーロ             | アメリカ合衆国 | 2020年9月26日 - 2024年7月13日（剥奪）  | 2        |

## ミドル級
| 代 | 名前                                | 国籍                     | 在位期間                               | 防衛回数 |
| -- | ----------------------------------- | ------------------------ | -------------------------------------- | -------- |
| 初 | ハリー・グレブ                      | アメリカ合衆国           | 1924年 - 1926年2月26日                 | 3        |
| 2  | タイガー・フラワーズ                | アメリカ合衆国           | 1926年2月26日 - 1926年12月3日          | 1        |
| 3  | ミッキー・ウォーカー                | アメリカ合衆国           | 1926年12月3日 - 1931年6月19日（返上）  | 3        |
| 4  | マルセル・チル                      | フランス                 | 1932年6月11日 - 1937年9月23日 (返上)   | 10       |
| 5  | フレディ・スティール                | アメリカ合衆国           | 1937年9月23日 - 1938年（剥奪）         | 1        |
| 6  | トニー・ゼール                      | アメリカ合衆国           | 1940年7月19日 - 1947年7月16日          | 1        |
| 7  | ロッキー・グラジアノ                | アメリカ合衆国           | 1947年7月16日 - 1948年6月10日          | 4        |
| 8  | トニー・ゼール (2期目)              | アメリカ合衆国           | 1948年6月10日 - 1948年9月21日          | 0        |
| 9  | マルセル・セルダン                  | フランス                 | 1948年9月21日 - 1949年6月16日          | 0        |
| 10 | ジェイク・ラモッタ                  | アメリカ合衆国           | 1949年6月16日 - 1951年2月14日          | 2        |
| 11 | シュガー・レイ・ロビンソン          | アメリカ合衆国           | 1951年2月14日 - 1951年7月10日          | 0        |
| 12 | ランディ・ターピン                  | イギリス                 | 1951年7月10日 - 1951年9月12日          | 0        |
| 13 | シュガー・レイ・ロビンソン（2期目） | アメリカ合衆国           | 1951年9月12日 - 1952年12月18日（返上） | 2        |
| 14 | カール・ボボ・オルソン              | アメリカ合衆国           | 1953年10月21日 - 1955年12月9日         | 3        |
| 15 | シュガー・レイ・ロビンソン（3期目） | アメリカ合衆国           | 1955年12月9日 - 1957年1月2日           | 1        |
| 16 | ジーン・フルマー                    | アメリカ合衆国           | 1957年1月2日 - 1957年5月1日            | 0        |
| 17 | シュガー・レイ・ロビンソン（4期目） | アメリカ合衆国           | 1957年5月1日 - 1957年9月23日           | 0        |
| 18 | カーメン・バシリオ                  | アメリカ合衆国           | 1957年9月23日 - 1958年3月25日          | 0        |
| 19 | シュガー・レイ・ロビンソン (5期目)  | アメリカ合衆国           | 1958年3月25日 - 1960年1月22日          | 0        |
| 20 | ポール・ペンダー                    | アメリカ合衆国           | 1960年1月22日 - 1961年7月11日          | 3        |
| 21 | テリー・ダウンズ                    | イギリス                 | 1961年7月11日 - 1962年4月7日           | 0        |
| 22 | ポール・ペンダー（2期目）           | アメリカ合衆国           | 1962年4月7日 - 1963年5月7日（返上）    | 0        |
| 23 | ディック・タイガー                  | ナイジェリア             | 1963年5月7日 - 1963年12月7日           | 1        |
| 24 | ジョーイ・ジャーデロ                | アメリカ合衆国           | 1963年12月7日 - 1965年10月21日         | 1        |
| 25 | ディック・タイガー (2期目)          | ナイジェリア             | 1965年10月21日 - 1966年4月25日         | 0        |
| 26 | エミール・グリフィス                | アメリカ領ヴァージン諸島 | 1966年4月25日 - 1967年4月17日          | 2        |
| 27 | ニノ・ベンベヌチ                    | イタリア                 | 1967年4月17日 - 1967年9月29日          | 0        |
| 28 | エミール・グリフィス (2期目)        | アメリカ領ヴァージン諸島 | 1967年9月29日 - 1968年3月4日           | 0        |
| 29 | ニノ・ベンベヌチ (2期目)            | イタリア                 | 1968年3月4日 - 1970年11月7日           | 4        |
| 30 | カルロス・モンソン                  | アルゼンチン             | 1970年11月7日 - 1977年8月29日（返上）  | 14       |
| 31 | ロドリゴ・バルデス                  | コロンビア               | 1977年11月5日 - 1978年4月22日          | 0        |
| 32 | ウーゴ・コーロ                      | アルゼンチン             | 1978年4月22日 - 1979年6月30日          | 2        |
| 33 | ビト・アンツォフェルモ              | イタリア                 | 1979年6月30日 - 1980年3月16日          | 1        |
| 34 | アラン・ミンター                    | イギリス                 | 1980年3月16日 - 1980年9月27日          | 1        |
| 35 | マービン・ハグラー                  | アメリカ合衆国           | 1980年9月27日 - 1987年4月6日           | 12       |
| 36 | シュガー・レイ・レナード            | アメリカ合衆国           | 1987年4月6日 - 1987年5月27日（返上）   | 0        |
| 37 | スンブ・カランベイ                  | イタリア                 | 1988年7月6日 - 1989年12月31日（廃止）  | 2        |
| 38 | バーナード・ホプキンス              | アメリカ合衆国           | 2001年9月29日 - 2005年7月16日          | 6        |
| 39 | ジャーメイン・テイラー              | アメリカ合衆国           | 2005年7月16日 - 2007年9月29日          | 4        |
| 40 | ケリー・パブリク                    | アメリカ合衆国           | 2007年9月29日 - 2010年4月17日          | 3        |
| 41 | セルヒオ・マルチネス                | アルゼンチン             | 2010年4月17日 - 2014年6月7日           | 6        |
| 42 | ミゲール・コット                    | プエルトリコ             | 2014年6月7日 - 2015年11月21日          | 1        |
| 43 | サウル・アルバレス                  | メキシコ                 | 2015年11月21日 - 2018年6月12日（剥奪） | 2        |
| 44 | サウル・アルバレス (2期目)          | メキシコ                 | 2018年9月15日 - 2021年1月2日（返上）   | 1        |

## スーパーミドル級
| 代 | 名前               | 国籍           | 在位期間                               | 防衛回数 |
| -- | ------------------ | -------------- | -------------------------------------- | -------- |
| 初 | ジョー・カルザゲ   | イギリス       | 2006年3月4日 - 2008年9月26日（返上）   | 3        |
| 2  | アンドレ・ウォード | アメリカ合衆国 | 2011年12月17日 - 2015年2月19日（剥奪） | 2        |
| 3  | カラム・スミス     | イギリス       | 2018年9月28日 - 2020年12月19日         | 2        |
| 4  | サウル・アルバレス | メキシコ       | 2020年12月19日 - 現在                  | 8        |

## ライトヘビー級
| 代 | 名前                            | 国籍           | 在位期間                               | 防衛回数 |
| -- | ------------------------------- | -------------- | -------------------------------------- | -------- |
| 初 | マイク・マクタイグ              | アイルランド   | 1924年 - 1925年5月23日                 | 0        |
| 2  | ポール・バーレンバッハ          | アメリカ合衆国 | 1925年5月23日 - 1926年7月16日          | 3        |
| 3  | ジャック・デラニー              | カナダ         | 1926年7月16日 - 1927年6月（返上）      | 1        |
| 4  | トミー・ローラン                | アメリカ合衆国 | 1927年10月7日 - 1929年7月18日（返上）  | 5        |
| 5  | マキシー・ローゼンバーグ        | アメリカ合衆国 | 1930年6月25日 - 1934年11月16日         | 7        |
| 6  | ボブ・オーリン                  | アメリカ合衆国 | 1934年11月16日 - 1935年10月21日        | 0        |
| 7  | ジョン・ヘンリー・ルイス        | アメリカ合衆国 | 1935年10月21日 - 1939年6月（返上）     | 5        |
| 8  | ビリー・コン                    | アメリカ合衆国 | 1939年7月13日 - 1941年6月（返上）      | 3        |
| 9  | ガス・レスネビッチ              | アメリカ合衆国 | 1941年8月26日 - 1948年7月26日          | 4        |
| 10 | フレディ・ミルズ                | イギリス       | 1948年7月26日 - 1950年1月24日          | 0        |
| 11 | ジョーイ・マキシム              | アメリカ合衆国 | 1950年1月24日 - 1952年12月17日         | 2        |
| 12 | アーチー・ムーア                | アメリカ合衆国 | 1952年12月17日 - 1962年5月12日（返上） | 9        |
| 13 | ハロルド・ジョンソン            | アメリカ合衆国 | 1962年5月12日 - 1963年6月1日           | 1        |
| 14 | ウィリー・パストラーノ          | アメリカ合衆国 | 1963年6月1日 - 1965年3月30日           | 2        |
| 15 | ホセ・トーレス                  | プエルトリコ   | 1965年3月30日 - 1966年12月16日         | 3        |
| 16 | ディック・タイガー              | ナイジェリア   | 1966年12月16日 - 1968年5月24日         | 2        |
| 17 | ボブ・フォスター                | アメリカ合衆国 | 1968年5月24日 - 1974年9月16日（剥奪）  | 14       |
| 18 | マシュー・サード・ムハマド      | アメリカ合衆国 | 1979年11月30日 - 1981年12月19日        | 7        |
| 19 | ドワイト・ムハマド・カウィ      | アメリカ合衆国 | 1981年12月19日 - 1983年3月18日         | 3        |
| 20 | マイケル・スピンクス            | アメリカ合衆国 | 1983年3月18日 - 1985年11月5日（返上）  | 4        |
| 21 | ロイ・ジョーンズ・ジュニア      | アメリカ合衆国 | 2001年 - 2004年5月15日                 | 3        |
| 22 | アントニオ・ターバー            | アメリカ合衆国 | 2004年5月15日 - 2004年12月18日         | 0        |
| 23 | グレンコフ・ジョンソン          | ジャマイカ     | 2004年12月18日 - 2005年6月18日         | 0        |
| 24 | アントニオ・ターバー（2期目）   | アメリカ合衆国 | 2005年6月18日 - 2006年6月10日          | 1        |
| 25 | バーナード・ホプキンス          | アメリカ合衆国 | 2006年6月10日 - 2008年4月19日          | 1        |
| 26 | ジョー・カルザゲ                | イギリス       | 2008年4月19日 - 2009年2月5日（返上）   | 1        |
| 27 | ジャン・パスカル                | カナダ         | 2010年8月14日 - 2011年5月21日          | 1        |
| 28 | バーナード・ホプキンス（2期目） | アメリカ合衆国 | 2011年5月21日 - 2012年4月28日          | 0        |
| 29 | チャド・ドーソン                | アメリカ合衆国 | 2012年4月28日 - 2013年6月8日           | 0        |
| 30 | アドニス・ステベンソン          | カナダ         | 2013年6月8日 - 2015年11月23日（剥奪）  | 6        |
| 31 | アンドレ・ウォード              | アメリカ合衆国 | 2017年6月17日 - 2017年9月21日（返上）  | 0        |
| 32 | アルツール・ベテルビエフ        | カナダ         | 2024年10月12日 - 現在                  | 0        |

## クルーザー級
| 代 | 名前                             | 国籍           | 在位期間                               | 防衛回数 |
| -- | -------------------------------- | -------------- | -------------------------------------- | -------- |
| 初 | カルロス・デ・レオン             | プエルトリコ   | 1984年2月3日 - 1985年6月6日            | 2        |
| 2  | アルフォンソ・ラトリフ           | アメリカ合衆国 | 1985年6月6日 - 1985年9月21日           | 0        |
| 3  | バーナード・ベントン             | アメリカ合衆国 | 1985年9月21日 - 1986年3月22日          | 0        |
| 4  | カルロス・デ・レオン (3期目)     | プエルトリコ   | 1986年3月22日 - 1987年3月30日（廃止）  | 2        |
| 5  | ジャン＝マルク・モルメク         | フランス       | 2005年4月2日 - 2006年1月7日            | 0        |
| 6  | オニール・ベル                   | ジャマイカ     | 2006年1月7日 - 2007年3月17日           | 0        |
| 7  | ジャン＝マルク・モルメク (2期目) | フランス       | 2007年3月17日 - 2007年11月10日         | 0        |
| 8  | デビッド・ヘイ                   | イギリス       | 2007年11月10日 - 2008年6月30日（返上） | 1        |
| 9  | トマシュ・アダメク               | ポーランド     | 2008年12月11日 - 2010年2月10日（返上） | 2        |
| 10 | ヨアン・パブロ・エルナンデス     | ドイツ         | 2012年2月4日 - 2015年11月23日（剥奪）  | 3        |
| 11 | オレクサンドル・ウシク           | ウクライナ     | 2018年7月21日 - 2019年10月16日（返上） | 1        |
| 12 | マイリス・ブリエディス           | ラトビア       | 2020年9月26日 - 2022年7月2日           | 1        |
| 13 | ジェイ・オペタイア               | オーストラリア | 2022年7月2日 - 現在                    | 4        |

## ヘビー級
| 代 | 名前                             | 国籍           | 在位期間                              | 防衛回数 |
| -- | -------------------------------- | -------------- | ------------------------------------- | -------- |
| 初 | ジャック・デンプシー             | アメリカ合衆国 | 1922年 - 1926年9月23日                | 2        |
| 2  | ジーン・タニー                   | アメリカ合衆国 | 1926年9月23日 - 1928年7月31日（返上） | 2        |
| 3  | マックス・シュメリング           | ドイツ         | 1930年6月12日 - 1932年6月21日         | 1        |
| 4  | ジャック・シャーキー             | アメリカ合衆国 | 1932年6月21日 - 1933年6月29日         | 0        |
| 5  | プリモ・カルネラ                 | イタリア王国   | 1933年6月29日 - 1934年6月14日         | 2        |
| 6  | マックス・ベア                   | アメリカ合衆国 | 1934年6月14日 - 1935年6月13日         | 0        |
| 7  | ジェームス・J・ブラドック        | アメリカ合衆国 | 1935年6月13日 - 1937年6月22日         | 0        |
| 8  | ジョー・ルイス                   | アメリカ合衆国 | 1937年6月22日 - 1949年3月1日（返上）  | 25       |
| 9  | イザード・チャールズ             | アメリカ合衆国 | 1950年9月22日 - 1951年7月18日         | 4        |
| 10 | ジャーシー・ジョー・ウォルコット | アメリカ合衆国 | 1951年7月18日 - 1952年9月23日         | 1        |
| 11 | ロッキー・マルシアノ             | アメリカ合衆国 | 1952年9月23日 - 1956年4月27日（返上） | 6        |
| 12 | フロイド・パターソン             | アメリカ合衆国 | 1956年11月30日 - 1959年6月26日        | 4        |
| 13 | インゲマル・ヨハンソン           | スウェーデン   | 1959年6月26日 - 1960年6月20日         | 0        |
| 14 | フロイド・パターソン（2期目）    | アメリカ合衆国 | 1960年6月20日 - 1962年9月25日         | 2        |
| 15 | ソニー・リストン                 | アメリカ合衆国 | 1962年9月25日 - 1964年2月25日         | 1        |
| 16 | モハメド・アリ                   | アメリカ合衆国 | 1964年2月25日 - 1970年3月13日（剥奪） | 9        |
| 17 | ジョー・フレージャー             | アメリカ合衆国 | 1970年5月 - 1973年1月22日             | 4        |
| 18 | ジョージ・フォアマン             | アメリカ合衆国 | 1973年1月22日 - 1974年10月30日        | 2        |
| 19 | モハメド・アリ（2期目）          | アメリカ合衆国 | 1974年10月30日 - 1978年2月15日        | 10       |
| 20 | レオン・スピンクス               | アメリカ合衆国 | 1978年2月15日 - 1978年9月15日         | 0        |
| 21 | モハメド・アリ（3期目）          | アメリカ合衆国 | 1978年9月15日 - 1979年7月4日 (返上）  | 0        |
| 22 | ラリー・ホームズ                 | アメリカ合衆国 | 1980年3月31日 - 1985年9月21日         | 14       |
| 23 | マイケル・スピンクス             | アメリカ合衆国 | 1985年9月21日 - 1988年6月27日         | 3        |
| 24 | マイク・タイソン                 | アメリカ合衆国 | 1987年8月1日 - 1989年12月31日（廃止） | 2        |
| 25 | レノックス・ルイス               | イギリス       | 2002年6月 - 2004年2月6日（返上）      | 2        |
| 26 | ビタリ・クリチコ                 | ウクライナ     | 2004年4月24日 - 2005年11月9日（返上） | 1        |
| 27 | ウラジミール・クリチコ           | ウクライナ     | 2009年6月20日 - 2015年11月28日        | 11       |
| 28 | タイソン・フューリー             | イギリス       | 2015年11月28日 - 2018年2月1日（剥奪） | 0        |
| 29 | タイソン・フューリー（2期目）    | イギリス       | 2020年2月22日 - 2022年8月13日（返上） | 2        |
| 30 | オレクサンドル・ウシク           | ウクライナ     | 2022年8月20日 - 現在                  | 2        |